# Otmar Gutmann
Otmar Gutmann (* 24. April 1937 in Münstertal/Schwarzwald, Deutschland; † 13. Oktober 1993 in Russikon, Schweiz) war ein deutscher Filmemacher und Trickfilmer. Gemeinsam mit Erika Brueggemann entwickelte er 1984 die Stop-Motion-Fernsehserie Pingu für das Kinderprogramm des Schweizer Fernsehens DRS.

## Leben
Er begann in den 1960er Jahren als Amateur und schuf als Profi nur ein eigenes Werk, Aventures (1978). Dieses basierte auf einem Musikstück von György Ligeti. Er belebte das skulpturale Universum von Lubomir Stepan zum Leben und erforschte dabei die menschliche Verfassung. Im Jahr 1980 war er einer der führenden Animatoren der Knetfiguren Frédéric und Frédéri aus Luzie, der Schrecken der Straße. Später, im Jahr 1986, entwarf er die Figur des Pingu. Die Figur, die er zusammen mit Erika Brueggemann kreierte, wurde international als Pingu erfolgreich. „Otmar wollte Geschichten auf Augenhöhe mit den Kindern erzählen. Er wollte keine Gewalt oder künstliche Helden-Abenteuer zeigen, sondern den Alltag“.

## Filmografie (Auswahl)
- Aventures (Adventures, Trickfilm 1978)[6]
- Pingu (1990–2006, Erfinder, Produzent und Regisseur bis 1993)